# Сохьон
Со Джухьон (кор. 서주현; нар. 28 червня 1991), більш відома як Сохьон — південнокорейська співачка, акторка та автор пісень. Дебютувала у складі жіночого гурту Girls' Generation (а пізніше його підрозділу Girls' Generation-TTS) у серпні 2007 року, який згодом став одним з найпопулярніших артистів у Південній Кореї та одним з найвідоміших корейських дівочих гуртів в усьому світі. У 2017 році Сохьон випустила дебютний мініальбом Don't Say No. Того ж року вона залишила свій лейбл SM Entertainment, однак залишилася учасницею Girls' Generation. Вона приєдналася до агентства Namoo Actors у 2019 році.
Окрім музичної кар'єри, Сохьон зарекомендувала себе як актриса. Після ролей другого плану в телевізійних драмах «Пристрасне кохання» (2013) і «Любителі місяця: Червоне серце Рьо» (2016), вона знялася в серіалах «Поганий злодій, добрий злодій» (2017), «Час» (2018), «Приватні життя» (2020), «Вперше заворожений» (2022) та «Пісня бандитів» (2023). Серед її робіт у кіно — «Любов на прив'язі» (2022). Сохьон також брала участь в оригінальних і корейських версіях сценічних мюзиклів, зокрема «Місяць обіймає Сонце», «Звіяні вітром» і «Мамма Міа! (мюзикл)».

## Раннє життя і освіта
Со Джухьон народилася 28 червня 1991 року в Доксан-тоні, район Кимчхон, Сеул, Південна Корея, і є єдиною дитиною в родині. Її мати була директором у школі навчання гри на фортепіано, тому Джухьон у ранньому дитинстві освоїла гру на фортепіано, а також на скрипці та традиційних корейських барабанах. У дитинстві вона також займалася верховою їздою та фігурним катанням. Батьки не заохочували її ставати знаменитістю, але дівчина вважала їх тими, хто допоміг їй визначитися з кар'єрою. В п'ятому класі під час поїздки в метро Джухьон була помічена агентом з пошуку талантів лейблу SM Entertainment. На прослуховуванні вона співала дитячі пісні, і врешті стала стажеркою. Дівчина назвала БоА, S.E.S і Fin.K.L своїм головним натхненням і додала: «Я вважала, що демонструвати та передавати емоції через пісні — це круто».
У лютому 2010 року Сохьон закінчила середню школу мистецтв Чонджу.
Вона відвідувала Університет Донкук за спеціальністю «Акторська майстерність (театр)», закінчила його в серпні 2014 року й отримала нагороду за життєві досягнення на випускній церемонії за свій внесок у розвиток університету через рекламні програми. Колега Сохьон з Girls' Generation, Юна, відвідувала той же університет.

## Кар'єра

### 2007—2011: Початок кар'єри
У серпні 2007 року Сохьон дебютувала в жіночому гурті Girls' Generation, ставши наймолодшою учасницею. Популярність гурту різко зросла після випуску сингла «Gee» у 2009 році.
Ранні музичні роботи Сохьон були здебільшого для серіалів та різних проєктів. Попри те, що вони не стали особливо комерційно успішними, її пісня «JjaLaJaJJa» за участю співачки-ветерана Джу Хьонмі отримала номінацію в категорії «Трот-музика року» на Mnet Asian Music Awards 2009 року. У 2010—2011 роках Сохьон брала участь у другому сезоні вар'єте-шоу «Ми одружилися» разом із Йонхвою з CNBlue. Вони зіграли удавану пару, зображуючи, яким було б життя, якби вони одружилися. Тоді ж Сохьон озвучила Едіт у корейській версії мультфільму «Нікчемний Я» (2010) та його продовженні «Нікчемний Я 2» (2013).

### 2012—2016: TTS та участь у мюзиклах
У квітні 2012 року Сохьон разом із іншими учасницями Girls' Generation Тхейон і Тіффані сформували підрозділ під назвою TTS. Їхній дебютний мініальбом Twinkle мав великий успіх і став восьмим найпродаванішим альбомом того ж року в Кореї. Підрозділ випустив ще два мініальбоми: Holler (2014) і Dear Santa (2015). Тоді ж Сохьон почала активніше писати тексти. Вона зазначена співавтором пісень «Baby Maybe» і «XYZ» (I Got a Boy, 2013) і єдиним автором «Only U» (Holler, 2014) і «Dear Santa» (Dear Santa, 2015).

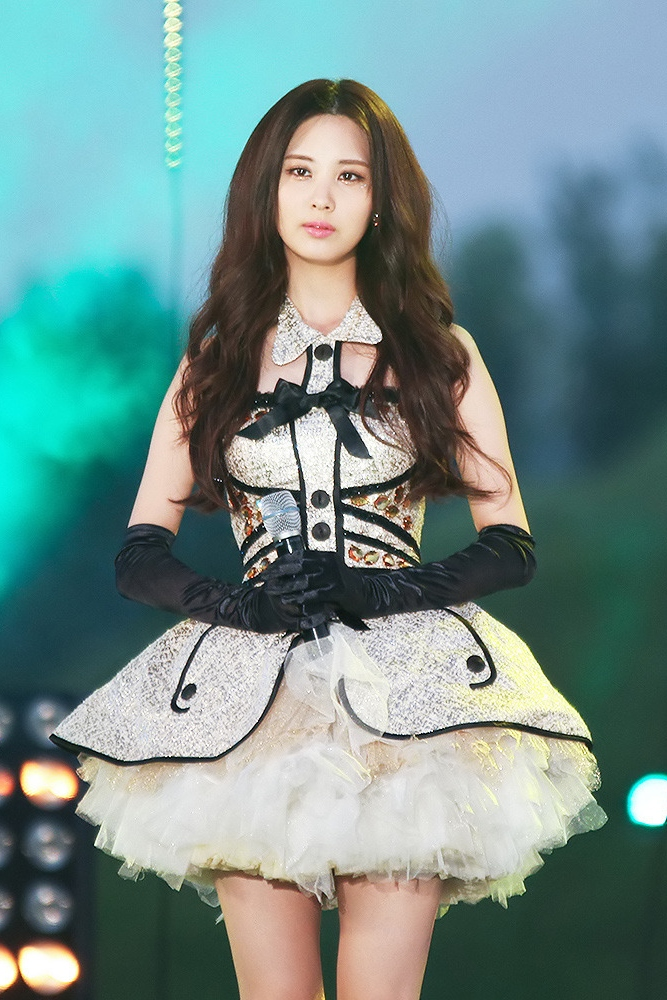
Сохьон у серпні 2013 року

У 2013 році Сохьон дебютувала як акторка, зігравши Хань Юрім, студентку-ветеринара та перше кохання головного героя, в драмі «Пристрасне кохання». Режисер Пе Тесоб сказав, що особистість Сохьон «ідеально відповідає ролі», а «її розуміння та виразність характеру перевершують акторку-початківця».
Сохьон, описавши себе як людину, яка любить і співати, і грати, почала розвивати інтерес до мюзиклу. Вона назвала акторку Ок Джухьон, яка згодом стала її наставницею, своїм головним впливом. Хоча Сохьон давно хотіла працювати в театрі, вона відхиляла пропозиції кастингу, оскільки відчувала себе неготовою. У січні 2014 року її бажання здійснилося — вона дебютувала на театральній сцені в мюзиклі «Місяць обіймає сонце», адаптованому за однойменним романом. Сохьон зіграла головну роль — Хо Йону, доньку знатної родини, яка має любовні стосунки з королем та його братом.

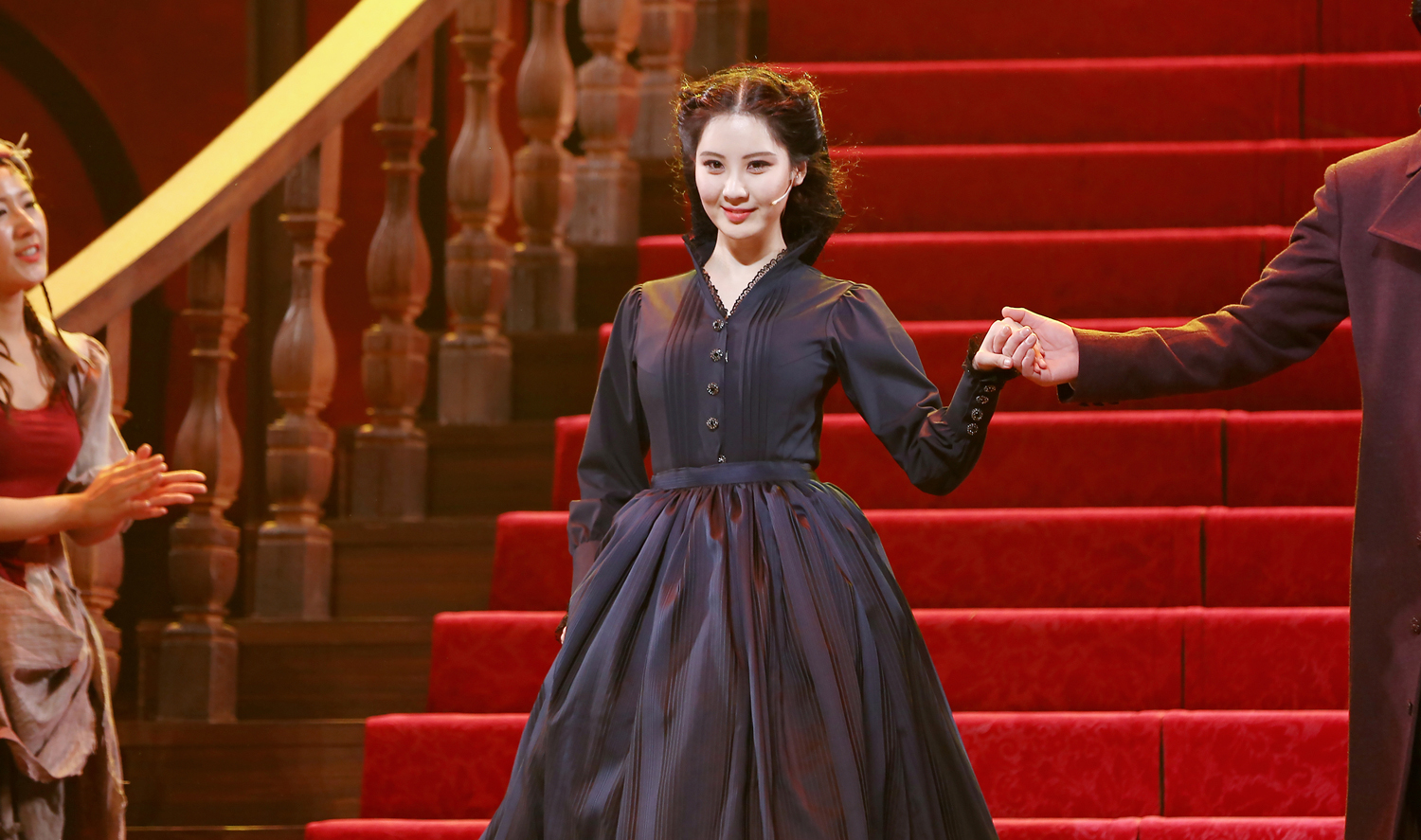
Сохьон у ролі Скарлетт О'Хари в мюзиклі «Звіяні вітром», 2015 рік

У січні 2015 року Сохьон була обрана на роль Скарлетт О'Хари в корейській версії французького мюзиклу «Звіяні вітром» (фр. Autant en emporte le vent), заснованого на однойменному романі. Вона отримала підбадьорливі відгуки про свою гру. Сон Міґьон з OSEN сказав, що, хоча гра Сохьон не може перевершити гру співачки Бади, яка виконувала ту ж роль, її «лютий голос» доповнював і вдало виражав зарозумілу героїню. Кім Хьонджун із Sports Chosun відзначив час від часу «незграбну» акторську гру Сохьон, але порівняв її з Ок Джухьон в буття новачком і додав, що «її здатність передавати емоції через пісню, найважливішу частину мюзиклу, не поступалася вмінню актора-ветерана. Попри коротку кар'єру, вона нескінченно демонструвала нам різноманітні барви та своєрідні чари жіночого життя».
З лютого по червень 2016 року Сохьон брала участь у корейській версії мюзиклу «Мамма Міа!». Вона зіграла 20-річну майбутню наречену Софі, яка сподівається дізнатися, хто її біологічний батько в день свого весілля. Кім Кимйон з CNB Journal відзначила покращення Сохьон порівняно з її попередніми виступами, вихваляючи її «природну акторську гру» та «сміливу сторону», а Пак Чонхван з News1 стверджував, що виступ Сохьон зробив мюзикл «набагато цікавішим». Далі Сохьон зіграла ролі другого плану в китайській романтичній комедії «Отже, я одружився з антифанаткою» та історичній драмі «Любителі місяця: Червоне серце Рьо»; остання принесла їй нагороду за особливу акторську гру на премії SBS драма 2016 року.

### 2017—2018: Сольний дебют і вихід з SM Entertainment

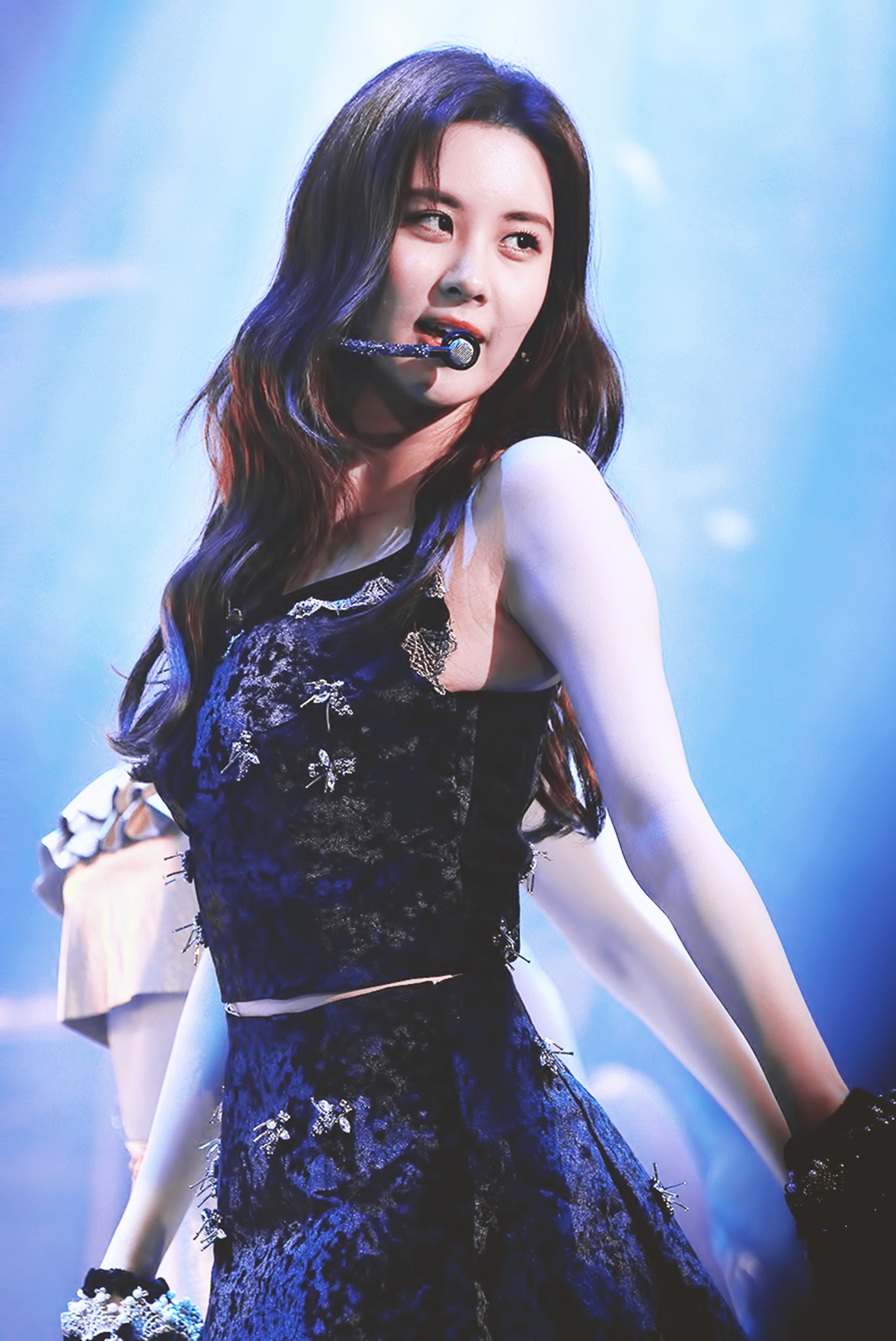
Сохьон на Lou Gehrig Hope Concert, березень 2017 року

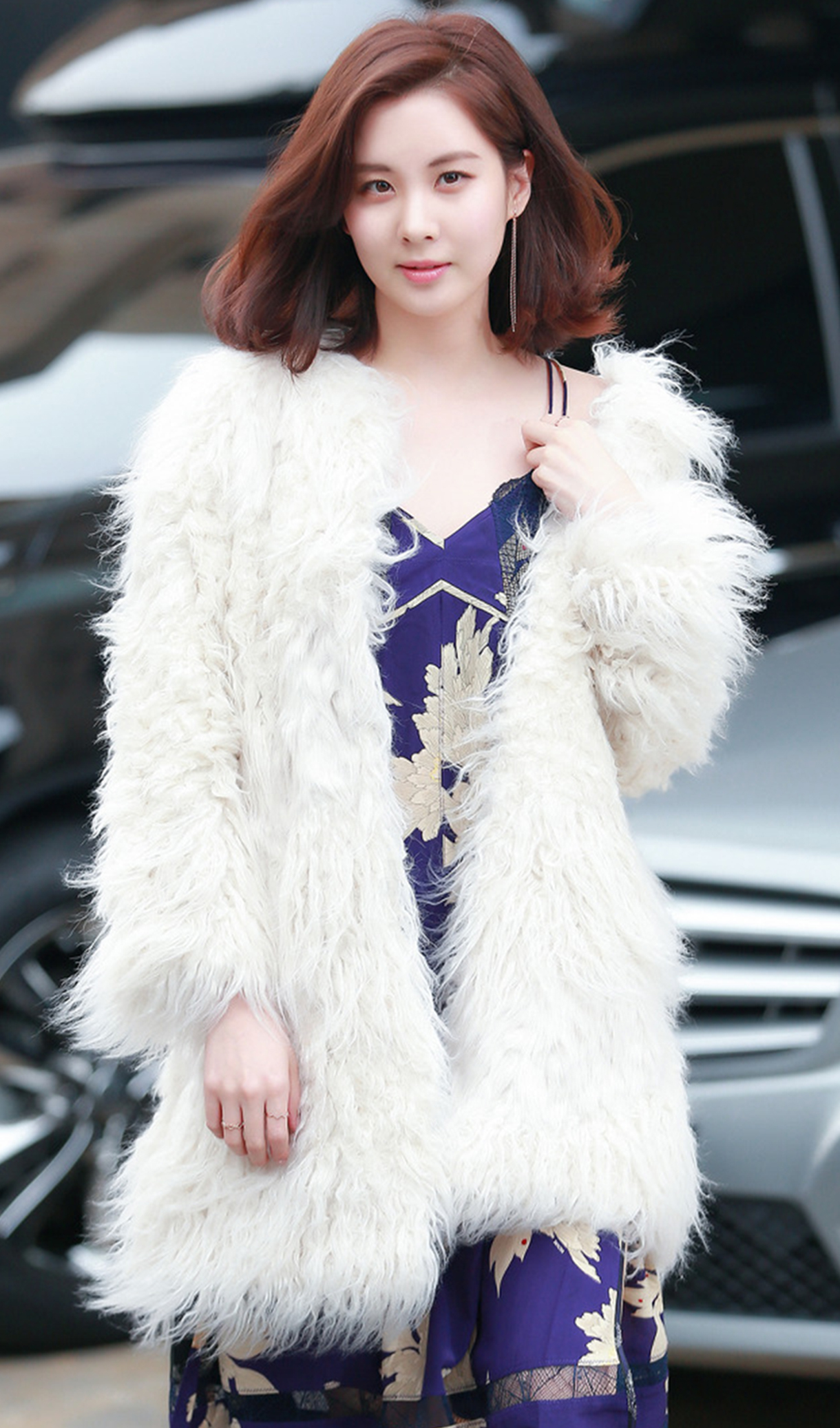
Сохьон на модному заході, січень 2018 року

У січні 2017 року Сохьон стала третьою учасницею Girls' Generation, яка отримала сольний дебют. 17 січня вийшов її мініальбом Don't Say No. Сохьон взяла на себе повну ініціативу та контроль над процесом створення, сформувавши власний музичний стиль — таку вільність вона не могла собі дозволити, перебуваючи у великому музичному гурті. Тамар Герман з «Білборд» зазначила, що альбом подарував співачці «нову зрілість». Don't Say No одразу очолив південнокорейський хіт-парад Gaon Album Chart. Для просування свого релізу Сохьон провела концертну резиденцію під назвою «Love, Still — Seohyun» як частину серії концертів виконавців SM Entertainment.
Після участі у вебдрамі Ruby Ruby Love, Сохьон знялася в серіалі «Поганий злодій, добрий злодій» у ролі Кан Соджу, поліцейської, яка стала слідчим, і яка намагається боротися з жорстокими посадовцями. Ця роль принела їй нагороду в категорії «Найкраща нова акторка» на премії MBC драма 2017 року.
9 жовтня 2017 року Сохьон разом з іншими учасницями Girls' Generation, Тіффані та Суйон, покинула SM Entertainment після закінчення ексклюзиного контракту з лейблом. Її майбутня діяльність із Girls' Generation залишилася предметом обговорення. 3 листопада Сохьон так прокоментувала свій вихід із компанії:
[…] Нещодавно я завершила своє співробітництво з SM, агентством, яке протягом останніх десяти років було для мене як сім'я та рідний дім. Я прийняла важке рішення після багатьох хвилювань. Я щиро дякую Лі Суману, який зробив так, щоб я почала нове життя як Сохьон із Girls' Generation, будучи звичайною 12-річною дівчинкою… Я думаю про всі ці дні після того, як зустріла своїх одногрупниць, які так дорогі мені, і зустріла усіх вас, фанатів, з якими ми провели разом десять років, плачучи й сміючись… […] Рішення, до якого я прийшла після довгих роздумів, — залишитися самотньою. Думаю, що мені потрібен новий виклик у житті, і я мала зробити вибір, щоб прийняти його. Зараз я планую свій новий старт як співачка, акторка і людина Со Джухьон. Але якщо колись у майбутньому я буду необхідною як учасниця Girls' Generation, я зроблю все можливе, щоб бути разом з іншими учасницями, незалежно від того, коли це станеться. І я завжди підтримуватиму Girls' Generation і буду разом з ними. […] Я зроблю все можливе, щоб завжди бути поруч із вами як артистка, акторка і людина Со Джухьон, на яку можна покластися і якою можна пишатися!!
У 2018 році Сохьон була обрана на головну жіночу роль у мелодрамі «Час». Вона зіграла яскраву та оптимістичної жінку Соль Джіхьон, яка впала в депресію після трагічної смерті її брата. З 10 листопада 2018 року по 11 лютого 2019 року Сохьон провела перший фанмітинг-тур «Спогади» (англ. Memories) із зупинками у Сеулі, Бангкоці, Тайбеї, Гонконзі, Токіо та Осаці.

### 2019—дотепер: Нове агентство і продовження акторства
У березні 2019 року Сохьон підписала контракт з Namoo Actors. Через рік після вона знялася в короткометражній драмі «Привіт, Дракула». Вона зіграла роль вчительки початкової школи Анни, яка приховувала свої емоції від матері з того дня, як зізналася їй у своїй гомосексуальній орієнтації. Пізніше того ж року Сохьон знялася в телесеріалі «Приватні життя» в ролі шахрайки Ча Джуин.

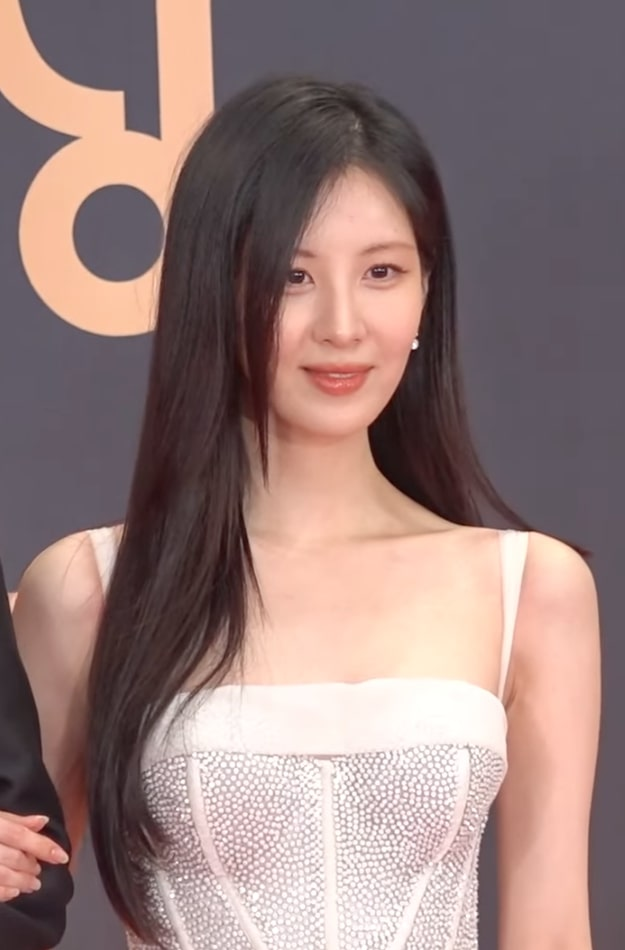
Сохьон на премії KBS драма (премія), 2022 рік

У лютому 2022 року Сохьон дебютувала в кіно як виконавиця головної ролі в оригінальному фільмі Netflix «Любов на прив'язі», заснованому на вебтуні «Моральне почуття» (англ. Moral Sense). Вона зіграла Чон Джіу, компетентну співробітницю команди зі зв'язків з громадськістю, яка випадково дізналася про БДСМ-бажання свого колеги. Дана роль принесла їй номінацію на нагороду «Найкращий акторський дебют (жінки)» в категорії «Фільм» на 58-й церемонії вручення премії мистецтв Пексан. У квітні 2022 року Сохьон продовжила контракт із Namoo Actors.
У червні 2022 року Сохьон знялася у фентезійній романтичній драмі «Вперше заворожений», вона зіграла ворожку Лі Сильбі, яка має здатність бачити майбутнє будь-якої людини, до якої доторкнеться. Ця роль принесла їй нагороду в категоріях «Найкраща нова акторка» та «Найкраща пара» (разом із актором На Іну) на премії KBS драма 2022 року. У вересні 2023 року Сохьон знялася в серіалі «Пісня бандитів», зігравши борця за незалежність Кореї Нам Хісін, яка приховала свою справжню особу під виглядом голови Залізничного бюро Корейського генерал-губернаторства.
Було оголошено, що Сохьон зіграє головну роль у майбутніх фільмах «Свята ніч: Мисливці на демонів» і «У пошуках короля».

## Інша діяльність

### Благодійність
У 2011 році Сохьон назвала колишнього Генерального секретаря ООН Пан Гі Муна своїм життєвим наставником і зразком для наслідування; його книга допомогла дівчині пережити важкі часи її життя. Також Сохьон, представлена Гі Муном, стала послом павільйону ООН на виставці Yeosu Expo.
У 2013 році вона пожертвувала 100 мільйонів корейських вон університету Донкук для допомоги малозабезпеченим студентам у навчанні. У 2020 році Сохьон пожертвувала товари для жінок на суму 100 мільйонів вон неурядовій організації Official Development Association Korea.
У квітні 2022 року Сохьон пожертвувала 17 000 гігієнічних прокладок для жіночих товарів. Пожертвувані товари було роздано загалом 31 організації, зокрема Фонду сприяння зайнятості Нанум, Центру підтримки багатонаціональних сімей в Ийчонбу та організаціям-членам Асоціації регіональних дитячих центрів Ийчонбу, а також 500 студентам зі змішаних та малозабезпечених сімей.

### Рекламні бренди
З 2011 по 2013 рік Сохьон була офіційним міжнародним послом косметичного бренду The Face Shop. З 2016 по 2018 рік Сохьон разом із її одногрупницею Юрі обрали південнокорейським амбасадором бренду догляду за волоссям Pantene. У 2021 році Со Джухьон була обрана Азійсько-Тихоокеанським послом косметичної бренду середнього класу Clinique.
У травні 2022 року Сохьон стала музою корейського ювелірного бренду TirrLirr, а в жовтні того ж року — музою корейського бренду натуральної дерматологічної косметики ACWELL. У січні 2024 року бренд моди та стилю життя Metrocity обрав Сохьон своєю музою та послом на той же рік.

## Дискографія

### Мініальбом
- Don't Say No (2017)

## Фільмографія
| Films that have not yet been released | Позначає твори, які ще не вийшли |

### Кіно
| Рік  | Назва                              | Роль              | Нотатки                      | Прим.  |
| ---- | ---------------------------------- | ----------------- | ---------------------------- | ------ |
| 2010 | «Нікчемний Я»                      | Едіт (озвучка)    | Корейський дубляж            | [ 15 ] |
| 2012 | «Я»                                | У ролі самої себе | Біографічний фільм SM Town   | [ 81 ] |
| 2013 | «Нікчемний Я 2»                    | Едіт (озвучка)    | Корейський дубляж            | [ 16 ] |
| 2014 | «Моє блискуче життя»               | У ролі самої себе | Камео                        | [ 82 ] |
| 2015 | SMTown The Stage                   | У ролі самої себе | Документальний фільм SM Town | [ 83 ] |
| 2016 | «Отже, я одружився з антифанаткою» | Айрін             |                              | [ 38 ] |
| 2022 | «Любов на прив'язі»                | Чон Джіу          | Фільм Netflix                | [ 59 ] |
| 2024 | «У пошуках короля».                | Чоне              |                              | [ 68 ] |
| 2025 | «Свята ніч: Мисливці на демонів»   | Шарон             |                              | [ 67 ] |

### Телебачення
| Рік  | Назва                                | Роль                                 | Нотатки             | Прим.  |
| ---- | ------------------------------------ | ------------------------------------ | ------------------- | ------ |
| 2008 | «Нестримний шлюб»                    | Член банди семи принцес Больван-тону | Камео (64 серія)    | [ 84 ] |
| 2013 | «Пристрасне кохання»                 | Хан Юрім                             | 1—5 серії           | [ 85 ] |
| 2015 | «Продюсери»                          | У ролі самої себе                    | Камео (перша серія) | [ 86 ] |
| 2015 | «Тепло і затишно»                    | Хван Юра                             | Камео (13 серія)    | [ 87 ] |
| 2016 | «Любителі місяця: Червоне серце Рьо» | Ухі                                  |                     | [ 39 ] |
| 2016 | «Фея важкої атлетики Кім Бок Чжу»    | Хванхі                               | Камео (12 серія)    | [ 88 ] |
| 2017 | «Поганий злодій, добрий злодій»      | Кан Соджу                            |                     | [ 46 ] |
| 2018 | «Час»                                | Соль Джіхьон                         |                     | [ 52 ] |
| 2020 | «Привіт, Дракула»                    | Джі Анна                             |                     | [ 55 ] |
| 2020 | «Приватні життя»                     | Ча Джуин                             |                     | [ 57 ] |
| 2022 | «Вперше заворожений»                 | Лі Сильбі                            |                     | [ 63 ] |

### Вебсеріали
| Рік  | Назва            | Роль      | Нотатки        | Прим.  |
| ---- | ---------------- | --------- | -------------- | ------ |
| 2017 | Ruby Ruby Love   | Лі Рубі   |                | [ 45 ] |
| 2023 | «Пісня бандитів» | Нам Хісін | Серіал Netflix | [ 66 ] |

### Телешоу
| Рік       | Назва                     | Роль           | Нотатки                     | Прим.  |
| --------- | ------------------------- | -------------- | --------------------------- | ------ |
| 2010—2011 | «Ми одружилися» (2 сезон) | Головна роль   | З Чон Йонхвою (29—80 серії) | [ 14 ] |
| 2012—2013 | Show! Music Core          | Співведуча     | З Тхейон та Тіффані         | [ 89 ] |
| 2017      | Seohyun Home              | Головна ведуча |                             | [ 90 ] |

### Ведуча
| Рік          | Назва                              | Нотатки                                             | Прим.         |
| ------------ | ---------------------------------- | --------------------------------------------------- | ------------- |
| 2017         | 31-ша церемонія Golden Disc Awards | З Чон Йонхвою, та Хван Чійилєм                      | [ 91 ]        |
| 2019—дотепер | The Fact Music Awards              | З Джун Хьонму (2019—2020, 2022) Сін Донйопом і Boom | [ 92 ] [ 93 ] |

## Театр
| Рік  | Назва                  | Роль            | Прим.  |
| ---- | ---------------------- | --------------- | ------ |
| 2014 | «Місяць обіймає Сонце» | Хо Йону         | [ 30 ] |
| 2015 | «Звіяні вітром»        | Скарлетт О'Хара | [ 31 ] |
| 2016 | «Мамма Міа!»           | Софі Шерідан    | [ 34 ] |

## Нагороди та номінації
| Премія                            | Рік  | Категорія                                                                  | Номінант / Праця                       | Результат | Прим.         |
| --------------------------------- | ---- | -------------------------------------------------------------------------- | -------------------------------------- | --------- | ------------- |
| Премія мистецтв Пексан            | 2022 | Найкращий акторський дебют (жінки)                                         | «Любов на прив'язі»                    | Номінація | [ 60 ] [ 61 ] |
| KBS драма                         | 2022 | Нагорода за популярність (акторки)                                         | «Вперше заворожений»                   | Номінація | [ 94 ]        |
| KBS драма                         | 2022 | Найкраща нова акторка                                                      | «Вперше заворожений»                   | Перемога  | [ 95 ]        |
| KBS драма                         | 2022 | Найкраща пара                                                              | Сохьон (з На Іну) «Вперше заворожений» | Перемога  | [ 95 ]        |
| Korea Best Star Awards            | 2018 | Найкраща зірка драм                                                        | «Час»                                  | Перемога  | [ 96 ]        |
| Премія корейської драми           | 2017 | Найкраща нова акторка                                                      | «Поганий злодій, добрий злодій»        | Номінація |               |
| MBC драма                         | 2017 | Найкраща нова акторка                                                      | «Поганий злодій, добрий злодій»        | Перемога  | [ 97 ]        |
| MBC драма                         | 2017 | Нагорода за високу майстерність, Найкраща акторка суботньо-недільної драми | «Поганий злодій, добрий злодій»        | Номінація |               |
| MBC драма                         | 2018 | Нагорода за високу майстерність, Найкраща акторка середо-четвергової драми | «Час»                                  | Номінація | [ 98 ]        |
| MBC драма                         | 2018 | Нагорода за пристрасне виконання                                           | «Час»                                  | Перемога  | [ 99 ]        |
| MBC Entertainment Awards          | 2010 | Найпопулярніша пара                                                        | Сохьон (з Чон Йонхвою) «Ми одружилися» | Перемога  | [ 100 ]       |
| Mnet Asian Music Awards           | 2009 | Трот-музика року                                                           | «JjaRaJaJja» (з Джу Хьонмі)            | Номінація | [ 13 ]        |
| Mnet 20's Choice Awards           | 2011 | Гаряча богиня кампусу                                                      | Сохьон                                 | Номінація |               |
| Mnet Media Awards                 | 2011 | Наймиліша і найпрекрасніша леді                                            | Сохьон                                 | Номінація |               |
| SBS драма                         | 2016 | Нагорода за особливу акторську гру                                         | «Любителі місяця: Червоне серце Рьо»   | Перемога  | [ 40 ]        |
| Сеульська міжнародна премія драми | 2013 | Найкращий саундтрек                                                        | «I'll Wait for You»                    | Номінація | [ 101 ]       |
| Сеульська премія                  | 2018 | Нагорода за популярність, акторка                                          | «Час»                                  | Перемога  | [ 102 ]       |

### Державні відзнаки
| Країна або організація                                   | Рік  | Відзнака або нагорода          | Прим.      |
| -------------------------------------------------------- | ---- | ------------------------------ | ---------- |
| Міністерство культури, спорту і туризму Республіки Корея | 2010 | Нагорода за визнання           | [джерело?] |
| Університет Донкук                                       | 2014 | Нагорода за життєві досягнення | [ 103 ]    |